# إدغار بنسون
إدغار بنسون هو دبلوماسي وسياسي كندي، ولد في 28 مايو 1923 في كندا، وتوفي بنفس المكان في 2 سبتمبر 2011. حزبياً، نشط في الحزب الليبرالي الكندي. انتخب سفير وانتخب عضو مجلس العموم الكندي.